# Sargon al II-lea
Sargon al II-lea ( probabil 722-705 î.Hr.) a fost un rege asirian. Era, după părerea unor istorici, fiul lui Tiglatpalasar al III-lea (745-727 î.Hr.). A ocupat tronul după moartea regelui Salmanasar al V-lea. Numele sub care a fost înscăunat (sharru-kenu) însemna rege legitim. Într-un document numit Carta lui Assur este relatat faptul că Sargon a fost ales pentru a pedepsi „ilegalitatea” de a pune taxe în orașul sfânt, pe care predecesorul său, Salmanasar, a comis-o. Instabilitatea de la începutul domniei sale, a declanșat o serie de rebeliuni în statele vasale Asiriei. Ca urmare a conducerii predecesorului său, Tiglatpalasar al III-lea, care depopulase regiunea anexată lui Naphtali (2 Regi 15:29), Sargon a ordonat mutarea forțată a locuitorilor națiunilor cucerite. A reușit să cucerească Samaria în anul 721 î.Hr. Deportarea evreilor din regiunea Samaria a fost conform practicii asiriene. A reușit să-l învingă pe regele Yaubidi din Hamath (720 î.Hr.), recucerind astfel Gaza și staționând o garnizoană în Egipt. Faraonul Osorkon al IV-lea i-a trimis tribut. A continuat asediul cetății Samaria din Palestina (asediu început de predecesorul său). Sargon al II-lea relatează faptul că în al șaptelea an al domniei a cucerit printre altele triburile Tamud și Ibadid, „care trăiesc în deșert, care n-au căpetenie, nici mare, nici mică”. Totodată, primea de la Samsi, regina Arabiei, de la It‘amara „aur, bunuri provenite din munți, pietre prețioase, fildeș, boabe de arțar, tot felul de ierburi, ca și cămile drept tribut”. Mai târziu va fi învins de către regele babilonian Merodach-Baladan al II-lea (Marduk-apla-iddina al II-lea). A avut o domnie plină de campanii militare. A încercat să construiască o nouă reședință regală, Dur-Șarrukin, la 15 kilometri de Ninive. A murit în urma unei campanii întreprinse în nordul Iranului în anul 705 î.Hr. 